# Изузетно дрвеће у свету
Изузетно дрвеће може бити рангирано на основу више различитих критеријума. Подаци постоје за дрвеће изузетне висине, пречника или обима дебла, ширине крошње, запремини дрвета, процењене масе и старости.

## Дрвеће највеће висине дебла
Податак које је дрвеће највеће на свету био је предмет многих спорова, а често и претеривања. Савремена, поуздана мерења, између осталог ласерским даљиномерима или она која спроводе алпинисти, показала су да су неке старије методе често бивале непоуздане и понекад резултирале претеривањима од 5% до преко 15% изнад реалне висине дрвета. Тврдње о постојању дрвећа висине 130 или чак 150 m, које су се јављале у прошлости, сада су у великој мери занемарене као непоуздане, а приписују се људској грешци. Подаци настали мерењем дрвећа палог на земљу сматрају се нешто поузданијим, а неки од ових података такође говоре о дрвећу чија висина заиста прелази 150 m.
Следе подаци о првих 5 стабала која се убрајају у највише дрвеће на свету (прихваћени као поуздано измерени узорци). Подаци показују само тренутно стање:
1. Обална секвоја - Sequoia sempervirens: 116,07 м, званично највише дрво на свету, названа „Хиперион”, расте у Националном парку Редвуд (Redwood National Park) у Калифорнији, САД[3][4][5]
2. Cupressus austrotibetica: 102,3 м.[6]
3. Царски еукалиптус - Eucalyptus regnans: 100,5 м, назван „Центурион” (врста из рода еукалиптуса), Долина Арве, Тасманија, Аустралија[7][8]
4. Ситканска смрча - Picea sitchensis: 100,2 м, Национални парк Прери Крик Редвуд (Prairie Creek Redwood State Park), Калифорнија, САД[9]
5. Обална дуглазија - Pseudotsuga menziesii var. menziesii: 99,76 м, Брумит крик (Brummit Creek), Округ Кус (Орегон), САД[10][11][12]
6. Џиновска секвоја - Sequoiadendron giganteum: 95,8 м, Секвоја национални парк (Sequoia National Forest), Калифорнија, САД[13]

- Eucalyptus regnans
- Pseudotsuga menziesii var. menziesii
- Picea sitchensis
- Sequoiadendron giganteum

Широм света постоји још много врста чије јединке достижу висину преко 80 м. Међу њима су и: племенита јела (Abies procera), калифорнијска јела (Abies grandis), кавкаска јела (Abies nordmanniana), ламбертов бор (Pínus lambertiána), жути бор (Pínus ponderоsa), лавсонов пачемпрес (Chamaecyparis lawsoniana), мексички брест (Ulmus mexicana) и т.д.

## Дрвеће са највећим пречником дебла
Обим дрвета је обично много лакше мерити од висине, из простог разлога што је једноставније развући траку око дебла, него попети се до врха неког гигантског стабла и спуштати је са висина од преко 100 м. Као општи стандард за мерење обима узима се прсни обим стабла. У шумарству је то обично висина од 1,3 м изнад земље, док се понекад код украсног дрвећа мери на 1,5 м изнад земље. У већини случајева то представља веома малу разлику у крајњем резултату. Појам „изнад земље” обично представља највишу тачку на тлу која додирује дебло.
У савременим истраживања уместо обима често се мери прсни пречник стабла. Међутим, прецизна мерења обима или пречника дебла често нису могућа. Многе тропске врсте дрвећа имају потпорно корење, купасте израштаје висине око 1 м изнад земље, које служи за учвршћивање стабла у меком мочварном земљишту и за проветравање током дужег лежања у води, током поплавног периода. Мерења обима оваквих стабала могу захватити и много празног простора између ових надземних коренова.
С друге стране, на пример, баобаби (род Adansonia) складишти у меком дрвету својих стабала велике количине воде. То доводи до варирања у обиму током године, мада не више од око 2,5%. Обим достиже максимум на крају кишне сезоне, а најмањи је на крају сушне сезоне.
- Adansonia digitata
- Дрво генерала Гранта - Sequoiadendron giganteum
- Adansonia za
- Cinnamomum camphora

Првих 5 стабала међу дрвећем највећег пречника дебла су:
1. Монтезумин чемпрес - Taxodium mucronatum: 11,62 м, дрво из рода Taxodium познато као "Дрво Туле", које расте у центру града Санта Мариа дел Туле у Мексику.[18] Овај пречник укључује и потпорне коренове. Прецизнија величина била би 9.38 м.[18]
2. Афрички баобаб - Adansonia digitata: 10,64 м, дрво познато под именом „Санленд баобаб” (Sunland Baobab — „Баобаб осунчане земље”), Јужна Африка.[19]
3. Џиновска секвоја - Sequoiadendron giganteum: 8,85 м, познато као „Дрво генерала Гранта” (General Grant tree) Калифорнија, САД.[13]
4. За-баобаб - Adansonia za: 8,85 м, дрво познато под именом „Ампанихи баобаб” (The Ampanihy Baobab), Мадагаскар,[20]
5. Камфоровац - Cinnamomum camphora: 8,23 м, познато у домовини под именом „Kamou no Okusu”, Камо, Когошима, Јапан.[21][22]

Резултати мерења постају непоуздани када више дебала (било да су дебла једне или више јединки) расту заједно и формирају једно, наоко јединствено, дебло. Света смоква (Ficus religiosa), на пример, спушта помоћне (адвентивне) коренове из својих грана и они постају нова стабла када врх оваквог корена дође до тла и одебља. Једна света смоква може имати на стотине таквих стабала. Стабло питомог кестена, познато као "Кестен стотину коња" познато је по томе да има обим 57,9 m. Ово дрво, чије се стабло састоји из више дебала која расту из истог корена, сматра се најстаријим кестеном у Европи. Расте на Сицилији, 7,2 km удаљено од кратера Етне, а старост му се процењује између 2000 и 4000 година.

## Највеће дрвеће према запремини дрвне масе дебла
Највеће дрвеће према запремини дрвне масе свакако спада и међу највише и међу оно са највећим пречником. Овакво дрвеће најчешће има велики обим великим делом дужине стабла. Мерења су веома сложена, нарочито ако се жели урачунати и запремина грана, па су обављена на малом броју изузетних јединки, и углавном само за дебло. Обављено је само неколико покушаја који су укључивали запремину корена или листова.
Према запремини дрвне масе првих 5 стабала су:
1. Џиновска секвоја - Sequoiadendron giganteum: 1.487 m³, названа „Генерал Шерман”,[26] Секвоја национални парк (Sequoia National Forest), Калифорнија, САД
2. Обална секвоја - Sequoia sempervirens: 1.084 m³, позната као „Grogan's Fault” (Гроганова грешка)[27]
3. Монтезумин чемпрес - Taxodium mucronatum, 750 m³, дрво из рода Taxodium познато као „Дрво Туле”, које расте у центру града Санта Мариа дел Туле у Мексику[28]
4. Каури - Agathis australis: 516 m³, познато под именом „Тане Махута”, које расте у шуми Ваипоуа (Waipoua Forest), на Новом Зеланду[29]
5. Гигантска туја - Thuja plicata: 500 m³, названа „Quinault Lake Redcedar” (Црвени кедар на језеру Куинаулт)[26]

- Sequoia sempervirens
- "Дрво туле" - Taxodium mucronatum
- "Тане Махута" - Agathis australis
- "Quinault Lake Redcedar" - Thuja plicata

## Најстарије дрвеће
Најстарије дрвеће одређује се пребројавањем годова који се могу видети на пресеку дебла обореног стабла или на исечцима, узетим подужно од коре до центра стабла. Прецизно је могуђе одредити само старост дрвећа које формира годове, углавном оно које расте у климатским условима са јасно израженим сезонским променама. Дрвеће које расте у условима тропске климе расте непрекидно, уједначено и нема изражене годове. Такође је одређивање старости могуће само за дрвеће чија је структура компактна до срчике. Код неких врста, кад остаре, срчика се временом разграђује, остављајући средину шупљом, какав је случај код тисе, па се годови не могу пребројати.
Потврђено најстарије дрвеће на свету:
1. Врста дуговечних северноамеричких борова - Pinus longaeva, чија се старост процењује на 5.065 година[31]
2. Врста из породице чемпреса (Cupressacaeae) - Fitzroya cupressoides, чија се старост процењује на 3.644 година[32]
3. Џиновска секвоја - Sequoiadendron giganteum, чија се старост процењује на 3.266 година[31]
4. Врста из рода клека (Juniperus) - Juniperus occidentalis, чија се старост процењује на 2.675 година[31]

- Fitzroya cupressoides
- Sequoiadendron giganteum
- Juniperus occidentalis

Друге врсте за које се верује да могу доживети изузетну старост су: европска тиса (Taxus baccata) која може доживети старост преко 2000 година, криптомерија (Cryptomeria japonica) чије су јединке старе више од 3000 година и Гигантска туја (Thuja plicata).
Најстарије клонско дрво на свету је једна европска смрча, названа „Стари Тјико” (Old Tjikko), стара 9.550 година и налази се на планини Фулуфјалет у шведској провинцији Даларна.

## Изузетно дрвеће Европе
Најстарија позната европска тиса је „Лангернјушка тиса” (Llangernyw Yew), која расте у дворишту цркве у селу Лангернју (Llangernyw) у северном Велсу, чија се старост процењује између 4.000 и 5.000 година.
У Црној Гори, у Бару, расте Стара маслина (Olea europaea) чија се старост процењује на преко 2.000 година.
- Лангернјушка тиса у северном Велсу
- Стара маслина у Бару

## Изузетно дрвеће Србије
Најстарије дрво у Србији је стабло црног дуда, познато као „Шам-дуд”, које се налази у порти Пећке патријаршије. Верује се да га је посадио архиепископ Сава Други, синовац Светог Саве, половином 13. века. Према предању, он је садницу дуда донео из покрајине Шам у данашњој Сирији. Једно је од првих заштићених стабала у Србији. За Шам-дуд се верује да је најстарији црни дуд у Европи.
Сличних година је и „Бор цара Душана”, стара муника која око 700 година расте у долини реке Неродимке, недалеко од Урошевца. То дрво налази се на остацима летњиковца цара Душана и до данашњих дана као заштићено културно добро чува спомен на Немањиће.
У Ковачима близу Краљева налази се храст запис, чије импозантне димензије и старост од око шест стотина година говоре да се ради о ретком представнику старих храстових шума којима је некада наша земља обиловала. Око 400 година стара стабла лужњака — „Рајковића храст” код Ниша и „Самаилски крајпуташи храстови” код Краљева, представљају последње остатке прашуме која је некада покривала ову територију.
Почетком 2012. године Завод за заштиту природе Србије саопштио је да је у Поморавља откривено дрво беле тополе за које стручњаци сматрају да има највећи пречник стабла регистрован у Србији - 3,28 m. Процењено је да је старо између 180 и 200 година.
У Србији се налазе и три букове прашуме, од којих је најпознатија, а ипак мало позната широј јавности, Винатовача. Налази се у источној Србији, у региону Горње Ресаве, а у њој расту букве старије од 350 година, које људска рука није уређивала, секла нити пошумљавала од најстаријих времена кад је шума настала.
„Храст у Шаранима” био је запис у селу Шарани код Горњег Милановца, на локалитету Росуље. Пречник крошње дрвета био је око 26–27 m, док је пречник самоg стабла био преко 2 метра, а старост му је процењена на око 600 година. Стабло се нашло на траси ауто-пута Е763 (коридор 11) и након великих протеста државни врх обећао је да ће се стабло сачувати. Међутим, у лето 2015. године храст је посечен.